# Mark Schwarzer
Mark Schwarzer (Sídney, 6 de octubre de 1972) es un exfutbolista australiano. Jugaba de portero y se retiró en 2016. Es considerado uno de los mejores porteros de la Premier League de todos los tiempos.
Schwarzer también fue un veterano miembro de la selección de fútbol de Australia, habiendo jugado más partidos con los socceroos que ningún otro jugador con un total de 118 (110 selección absoluta y 8 sub-20).

## Trayectoria

### Inicios
Schwarzer ha usado el mismo par de espinilleras desde que comenzó su carrera profesional a los 19 años con el equipo australiano Marconi Stallions, en la National Soccer League. Dejó el club de Sídney para jugar en Alemania con el Dinamo Dresde, el Kaiserslautern y el Bradford City, Schwarzer fichó más tarde por el Middlesbrough en febrero de 1997. Fue considerado un gran contribuyente al éxito reciente de Middlesbrough y una parte importante del equipo.

### Middlesbrough
Scharwzer se unió al Middlesbrough Football Club de Inglaterra en febrero de 1997. Hizo su debut en un partido contra el Stockport County en las semifinales de la Copa de la Liga de final. Jugó en la final contra el Leicester City, un empate de 1-1, pero una lesión le mantuvo fuera de la repetición, que el Middlesbrough perdió. Sin embargo, fue parte de la selección que venció a Bolton Wanderers para ganar la final de la Copa 2004, produciendo a una gran muestra de haber recuperado después de su error al permitir que en un tiro suave. En el año de 2005 llegó a jugar la final de la UEFA frente al Sevilla FC siendo su club arrollado por el conjunto andaluz por 0-4.

### Fulham FC

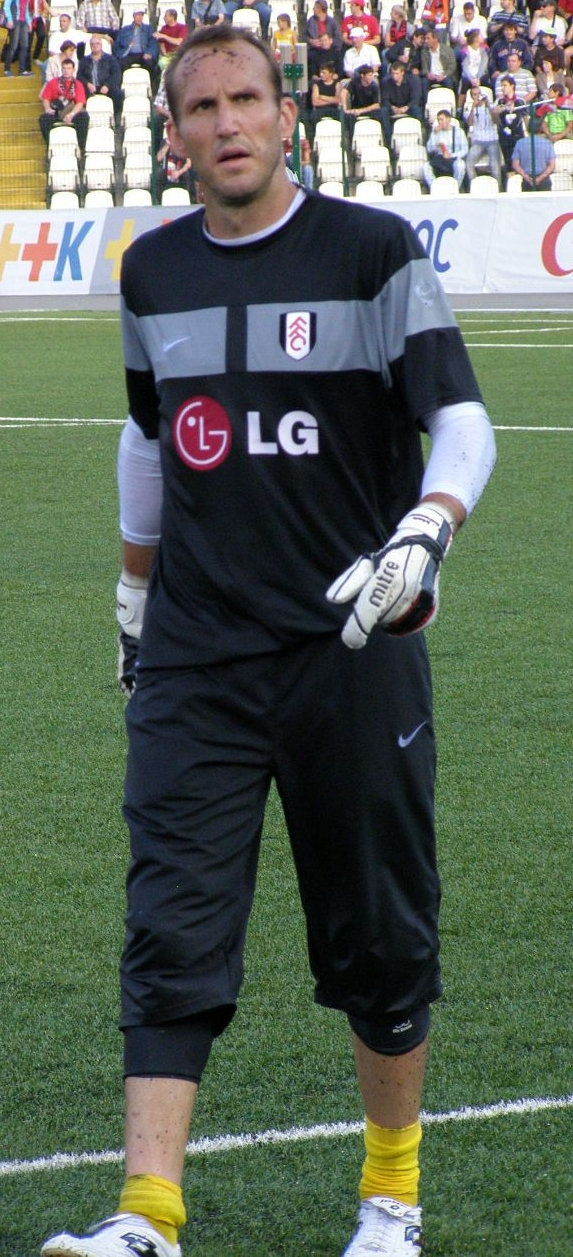
Mark Schwarzer jugando para el Fulham F.C.

A principios de la temporada 2008-2009 Schwarzer se unió al Fulham FC de Londres, terminando su presencia de 11 años con el Middlesbrough. Hizo su debut con el club el 16 de agosto de 2008, en la derrota 2-1 ante el recientemente ascendido Hull City FC. Schwarzer fue un elemento fundamental durante su primera temporada con el Fulham, ayudando a su equipo a lograr un histórico séptimo puesto en la Premier League de ese año y siendo nombrado como el Jugador del Año.
Durante la temporada 2009-2010, fue una pieza fundamental en la exitosa campaña en la cual su equipo alcanzó la final de la UEFA Europa League, la cual terminarían perdiendo en tiempo extra contra el Atlético Madrid.
El 6 de junio de 2013, Schwarzer anunció que estaría dejando el club luego de la llegada de Maarten Stekelenburg al Fulham.

### Chelsea
El 9 de julio del año 2013 Mark fichó por una temporada para ser parte de la plantilla del Chelsea FC. El 22 de abril de 2014 tuvo que entrar al campo para sustituir al titular del Chelsea FC en el partido de semifinal de ida de la Liga de Campeones de la UEFA ante el Atlético Madrid, realizando una buena labor y ayudando a su club a mantener el empate 0-0.

### Leicester City
En verano de 2015 vence contrato con el Chelsea y ficha por el Leicester City. En terminar la temporada el guardameta no gozó de minutos y se desvincula del club, eso si con una Premier League.

## Selección nacional
Con la selección de Australia ha jugado un récord de 110 partidos internacionales y ha participado de los Campeonatos Mundiales de 2006 y 2010. Fue titular en la final de la Copa Asiática 2011, la cual perdieron 0-1 frente a la selección japonesa. Fue durante esta edición de la Copa Asiática que Schwarzer superó el récord de partidos jugados con los socceroos que antes tenía Alex Tobin.
Schwarzer anunció en junio de 2013 que siempre y cuando Australia clasifique para el torneo, se retiraría en forma definitiva de la selección luego de la Copa Mundial de Fútbol de 2014. El equipo alcanzó la clasificación el 18 de junio de 2013 tras vencer 1-0 a Irak como local. No obstante, Schwarzer anunció su retiro de la selección el 5 de noviembre de 2013.

## Clubes
| Club              | País       | Año        |
| ----------------- | ---------- | ---------- |
| Marconi Stallions | Australia  | 1990-1994  |
| Dinamo Dresde     | Alemania   | 1994-1995  |
| FC Kaiserslautern | Alemania   | 1995-1996  |
| Bradford City AFC | Inglaterra | 1996-1997  |
| Middlesbrough     | Inglaterra | 1997-2008  |
| Fulham FC         | Inglaterra | 2009- 2013 |
| Chelsea FC        | Inglaterra | 2013-2015  |
| Leicester City FC | Inglaterra | 2015-2016  |

## Palmarés

### Campeonatos nacionales
| Título                        | Club              | País       | Año  |
| ----------------------------- | ----------------- | ---------- | ---- |
| Liga Australiana              | Marconi Stallions | Australia  | 1993 |
| Copa de Alemania              | FC Kaiserslautern | Alemania   | 1996 |
| Copa de la Liga de Inglaterra | Middlesbrough     | Inglaterra | 2004 |
| Copa de la Liga de Inglaterra | Chelsea F.C       | Inglaterra | 2015 |
| Premier League                | Chelsea F.C       | Inglaterra | 2015 |
| Premier League                | Leicester City    | Inglaterra | 2016 |

### Campeonatos internacionales
| Título                         | Club      | País      | Año  |
| ------------------------------ | --------- | --------- | ---- |
| Copa de las Naciones de la OFC | Australia | Australia | 2004 |

## Vida personal
Su hijo, Julian Schwarzer García, es también un futbolista profesional que juega en la posición de arquero y ha representado a Filipinas a nivel internacional.